# Důlní otřes v dole Karviná (2008)
Důlní otřes v dole Karviná byla katastrofická událost lokálního významu, ke které došlo ve 23:27 středoevropského času dne 22. listopadu 2008. Jednalo se o indukované zemětřesení, které bylo vyvolané lidskou činností v podobě důlní činnosti. Epicentrum zemětřesení bylo u českého města Karviná. Otřes měl sílu 4,1 momentové škály a ke vzniku došlo 0,7 kilometru pod povrchem. Zemětřesení cítili lidé v Karviné, Havířově, Bohumíně, Orlové, Ostravě a také v Polsku, tedy přibližně v 15 kilometrové vzdálenosti od epicentra.
Šlo o jedno z nejsmrtelnějších zemětřesení za celou historii od osídlení této oblasti lidmi. Během otřesů totiž zemřeli dva lidé a další tři byli zraněni. Jednalo se o dva horníky polské národnosti, kteří v době otřesu zrovna fárali v dole Karviná patřící společnosti OKD.

## Oběti podle národnosti
| občané | oběti | zranění |
| ------ | ----- | ------- |
| Polsko | 2     | 0       |
| Česko  | 0     | 3       |
| Celkem | 2     | 3       |